# Alison Shaw
Alison Shaw es una deportista estadounidense que compitió en remo. Ganó dos medallas de bronce en el Campeonato Mundial de Remo entre los años 1991 y 1993.

## Palmarés internacional
| Campeonato Mundial | Campeonato Mundial       | Campeonato Mundial | Campeonato Mundial        |
| Año                | Lugar                    | Medalla            | Prueba                    |
| ------------------ | ------------------------ | ------------------ | ------------------------- |
| 1991               | Viena (Austria)          | Medalla de bronce  | Cuatro sin timonel ligero |
| 1993               | Račice (República Checa) | Medalla de bronce  | Cuatro sin timonel ligero |